# Hannes Niederhauser
Hannes Niederhauser (* 25. November 1962 in Linz) ist ein österreichischer Unternehmer.

## Leben
Niederhauser studierte Elektrotechnik an der TU Graz (dort hat er u. a. als Entwickler für Mikrochips und im Embedded-Computer-Segment gearbeitet). Zwischen 1999 und 2007 hat er als Großaktionär und Vorstandsvorsitzender zunächst die Kontron AG zum weltweit größten Anbieter im Bereich Embedded Computing aufgebaut, bevor er sein Engagement in der S&T startete, wo er aktuell Vorstandsvorsitzender ist. Die 2013 in finanzielle Schwierigkeiten geratene Kontron wurde inzwischen von S&T übernommen und von Niederhauser zum umsatzstarken IoT-Bereich ausgebaut. Eine große Bedeutung schreibt er auch dem Bereich Edge Computing zu.